# Trichoscypha barbata
Trichoscypha barbata är en sumakväxtart som beskrevs av Franciscus Jozef Breteler. Trichoscypha barbata ingår i släktet Trichoscypha och familjen sumakväxter. Inga underarter finns listade i Catalogue of Life.